# Varjagen

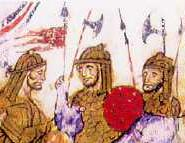
Getekende Varjaagse wachters in een manuscript van de Byzantijn Johannes Skylitzes (11e eeuw)

Varjagen, Warjagen of Varangiërs (Oudnoors: væringjar; Grieks: Βάραγγοι Varangoi, Βαριάγοι Variagoi; Oekraïens: варяги, varjahi; Russisch: варяги, varjagi; Wit-Russisch: Варагі ад познегрэч. Barangoi) is een benaming voor Vikingen of Noormannen die vanuit Scandinavië naar het oosten trokken, om handel te drijven, om te dienen als huursoldaat of om zich er te vestigen. Een deel van hen, de Roes, stichtte het Kievse Rijk.

## Etymologie en bronnen
Het Griekse woord Várangos en het Oudrussische varengŭ zijn beide afgeleid van het Oudnoordse væringi, van oorsprong een samenstelling uit vár (belofte) en gengi (metgezel), dit betekent ongeveer "een gezworen persoon" of "een vreemdeling die zich gezworen heeft tot dienst bij een nieuwe heer als dienaar of beschermeling". Er zijn weinig bronnen over deze periode. We moeten het hebben van de vele opgravingen door verschillende nationaliteiten. Daaruit blijkt de aanwezigheid van de Varjagen gedurende een lange periode. Het enig bekende Oost-Slavisch document is de Nestorkroniek. Er zijn Byzantijnse, Romeinse en andere bronnen.

## Geschiedenis
In de vroege middeleeuwen zakten Zweedse Vikingen rivieren af en bouwden handelsnederzettingen langs deze rivieren, de zogenaamde Handelsroute van de Varjagen naar de Grieken. Met de Grieken werd het welvarende Byzantijnse Rijk bedoeld (wat oorspronkelijk het oostelijke deel van het vroegere Romeinse Rijk was) dat het oostelijke Middellandse Zee gebied, Anatolië, de Balkan en de Zwarte Zee beheerste.
Na verloop van tijd begonnen deze Vikingen nederzettingen te stichten tussen de Slaven en Finnen waar zij onder de naam Roes de heersende elite vormden. Het door hen beheerste gebied wordt door sommige wetenschappers wel aangeduid als het Kanaat van Roes.
Volgens de Nestorkroniek werden zij eens verjaagd door een inheemse opstand der Tsjoeden, Slovenen, Merja en Krivitsjen. Deze zouden echter direct daarna zodanig onder elkaar zijn beginnen te vechten, dat ze de Varjagen vroegen of ze hen weer wilden leiden. Uiteindelijk wist de Varjaag Rurik in 860 een groot aantal van dergelijke nederzettingen te verenigen, en hij viel zelfs de Byzantijnse hoofdstad Constantinopel aan. Deze en volgende overvallen bleven zonder resultaat, maar sommige Varjagen boden wel hun diensten als huurling aan aan de Byzantijnen. Ze werden ondergebracht in de lijfwacht van de keizer en hun naam, Varjagen, werd op den duur ook de naam van dit militaire elitekorps, de Varjaagse Garde. Byzantijnse auteurs maken onderscheid tussen "paleisvarjagen" (bewakers) en "externe varjagen” (gewone huursoldaten).
Geleidelijk gingen de Varjagen op in de lokale bevolking. Het Kievse Rijk werd uiteindelijk opgevolgd door de huidige staten Oekraïne, Rusland en Wit-Rusland.

## Germaanse Varjagen
De Oost-Slavische volkeren en Byzantijnen maakten geen onderscheid tussen Scandinaviërs en andere Germaanse volkeren. Met de term Varjagen werden in het Kievse Rijk tussen 850 en 1110 ook de Engelsen bedoeld. Engeland was in die tijd dan ook grotendeels onder Deens bestuur (Danelaw).